# Бер-Веллі (округ Маріпоса, Каліфорнія)
Бер-Веллі (англ. Bear Valley) — переписна місцевість (CDP) в США, в окрузі Маріпоса штату Каліфорнія. Населення — 156 осіб (2020).

## Географія
Бер-Веллі розташований за координатами 37°33′54″ пн. ш. 120°7′52″ зх. д. / 37.56500° пн. ш. 120.13111° зх. д. (37.564883, -120.131226).  За даними Бюро перепису населення США в 2010 році переписна місцевість мала площу 18,76 км², з яких 18,74 км² — суходіл та 0,02 км² — водойми.

## Демографія
Згідно з переписом 2010 року, у селищі мешкало 125 осіб у 58 домогосподарствах у складі 33 родин. Густота населення становила 7 осіб/км².  Було 68 помешкань (4/км²).
Расовий склад населення:
| - 93,6 % — білих - 1,6 % — азіатів - 0,8 % — корінних американців |

До двох чи більше рас належало 3,2 %. Частка іспаномовних становила 6,4 % від усіх жителів.
За віковим діапазоном населення розподілялося таким чином: 20,0 % — особи молодші 18 років, 55,2 % — особи у віці 18—64 років, 24,8 % — особи у віці 65 років та старші. Медіана віку мешканця становила 47,6 року. На 100 осіб жіночої статі у селищі припадало 92,3 чоловіків;  на 100 жінок у віці від 18 років та старших — 96,1 чоловіків також старших 18 років.
За межею бідності перебувало 22,6 % осіб, у тому числі 0,0 % дітей у віці до 18 років та 49,3 % осіб у віці 65 років та старших.
Цивільне працевлаштоване населення становило 21 осіб. Основні галузі зайнятості: роздрібна торгівля — 61,9 %, сільське господарство, лісництво, риболовля — 38,1 %.